# NGC 7494
NGC 7494 (другие обозначения — PGC 70568, ESO 535-5, MCG -4-54-7) — эллиптическая галактика (E1) в созвездии Водолей.
Этот объект входит в число перечисленных в оригинальной редакции «Нового общего каталога».